# Nagyszekeres
Nagyszekeres község Szabolcs-Szatmár-Bereg vármegye Fehérgyarmati járásában.

## Fekvése
A vármegye keleti részén, a Szamosháton fekszik, Fehérgyarmattól délkeletre. Szomszédai: észak felől Mánd, északkelet felől Nemesborzova, kelet felől Kisszekeres, délkelet felől Jánkmajtis, dél felől Zsarolyán, nyugati és északnyugati irányból pedig Penyige.

### Megközelítése
A település központjának déli részén végighalad, nagyjából nyugat-keleti irányban a 4133-as út, ezen érhető el Zsarolyán és Kisszekeres irányából is, valamint az ország távolabbi részei felől is – Fehérgyarmatig a 491-es főúton, majd a belvárosi körforgalomban délkeletnek letérve Zsarolyánig a 4127-es úton. Az északi községrész főutcája a 4134-es út, ezen érhető el Mánd irányából, Nemesborzova érintésével.
A hazai vasútvonalak közül a települést a MÁV 113-as számú Nyíregyháza–Mátészalka–Zajta-vasútvonala érinti, amelynek egy megállási pontja van itt. Nagyszekeres vasútállomás a vasút és a 4134-es út keresztezése közelében helyezkedik el, a falu északi határszélén, közúti elérését az utóbbiból kiágazó 41 332-es számú mellékút teszi lehetővé.

## Nevének eredete
A település nevét a királyi várhoz tartozó szekerezéssel, fuvarozással foglalkozó lakosairól kapta.
Nagy- előtagja megkülönböztetés, a szomszédos Kisszekerestől.

## Története
Nagyszekeresről az első írott adat 1332-ből való, Péter nevű papját említik, aki 40 dénárt fizetett pápai adóba, tehát ekkor már nagyobb település lehetett. A 14. században a Szekeressy család birtoka volt, a 15. században több család: a Kölcsey,  Domahidy, Ujhelyi, Károlyi, Bornemissza, Rosályi Kún, Drágfi családok osztoztak rajta.
A 16. században is több család tulajdona, ekkor a czégényi Kende, Báthory, Muchey, Kelemenfi Balog, Pongrácz, Kubinyi, Kóródy családok és Werbőczy István tünnek fel mint új birtokosok. A 17. században gróf Zinzendorff és Du Jardin családé.
1662-ben a szatmári német helyőrség katonái kifosztották. 1717-ben a török-tatár csapatok dúlták fel. Ennek emlékét a templomban egy tábla fölirata őrzi.
A 18. században és 19. században gróf Barkóczy család, Isaák, Czáró-Fogarassy, Morvay, Mándy és Domahidy családok a tulajdonosai.
A 20. század elején a település körjegyzőségi székhely volt.
Az 1900-as évek elején az Isaák családé, melynek úrilakában az egész vármegye református traktusai gyűlésre gyűltek össze.

## Közélete

### Polgármesterei
- 1990–1994: Karácsony Sándor (független)[3][4]
- 1994–1998: Karácsony Sándor (független)[5][6]
- 1998–2002: Karácsony Sándor (független)[7][8]
- 2002–2006: Karácsony Sándor (független)[9][10]
- 2006–2010: Karácsony Sándor József (független)[11]
- 2010–2014: Karácsony Sándor József (független)[12]
- 2014–2019: Karácsony Sándor József (független)[13][14]
- 2019–2024: Karácsony Sándor József (független)[15]
- 2024– : Karácsony Sándor József (független)[1]

## Népesség
A település népességének változása:
| Lakosok száma | 557  | 558  | 550  | 451  | 441  | 453  | 456  |
|               | 2013 | 2014 | 2015 | 2021 | 2022 | 2023 | 2024 |

2001-ben a település lakosságának 97%-a magyar, 3%-a cigány nemzetiségűnek vallotta magát.
A 2011-es népszámlálás során a lakosok 93,4%-a magyarnak, 17,9% cigánynak, 0,4% románnak mondta magát (6,4% nem nyilatkozott; a kettős identitások miatt a végösszeg nagyobb lehet 100%-nál). A vallási megoszlás a következő volt: római katolikus 7,7%, református 75,5%, görögkatolikus 0,5%, felekezeten kívüli 4,3% (11,4% nem válaszolt).
2022-ben a lakosság 87,8%-a vallotta magát magyarnak, 10,2% cigánynak, 0,2% ukránnak, 0,5% egyéb, nem hazai nemzetiségűnek (12,2% nem nyilatkozott; a kettős identitások miatt a végösszeg nagyobb lehet 100%-nál). Vallásuk szerint 2,5% volt római katolikus, 59% református, 2% görög katolikus, 1,1% egyéb keresztény, 1,4% felekezeten kívüli (33,8% nem válaszolt).

## Nevezetességei
- Református temploma és a templom bejárata előtt álló, négy fiatornyú fa haranglába a Gőgő és a Szenke patakok kis mesterséges szigetén állnak. A templom a 15–16. században épült, gótikus stílusban. Alatta van a Rosályi Kún család sírboltja. A templomot 1867-ben renoválták. Csillagboltozatos szentélyét részben helyreállították. A helyreállításkor a csillagboltozat alól reneszánsz pasztofórium részei tüntek elő. A templomban faragott szószék és famennyezet, található, melyek a 17. század végén készültek.

## Ismert személyek

### Díszpolgárok
- Inántsy-Pap Elemér (1881–1964) ügyvéd, kincstári ügyész, miniszteri osztályfőnök, Szatmár vármegyei törvényhatósági bizottsági tag, országgyűlési képviselő (1939–1944).[19]